# Усеркара
Усеркара — фараон Древнего Египта из VI династии, правивший приблизительно в 2337—2335 годах до н.э.
Его имя содержится только в Абидосском списке царей, высеченном на стене храма Сети I в Абидосе, где оно стоит между именами основателя VI династии Тети и его сына Пиопи I. Туринский папирус не сохранил имён царей VI династии, поэтому не имеет доказательной силы. В том месте, где, согласно реставрации этого документа, возможно, должно было бы находиться имя фараона Усеркара, расположена лакуна, что, казалось бы, свидетельствует в пользу абидосского варианта. Однако в Туринском списке напротив каждого имени стоят цифры, указывающие продолжительность царствования. Против предполагаемого имени Усеркара нет даже намёка на это. Вероятнее всего, данная строка не содержала имени царя, а здесь имелось какое-то пояснение к имени Тети.
Ни Саккарский список, ни авторы, цитирующие Манефона, не упоминают имени этого царя. Наконец, о нём ни словом не обмолвился в своей пространной надписи вельможа Уна, живший при первых фараонах VI династии, хотя в этой же надписи говорится о фараонах Тети, Пиопи I и Меренра I.

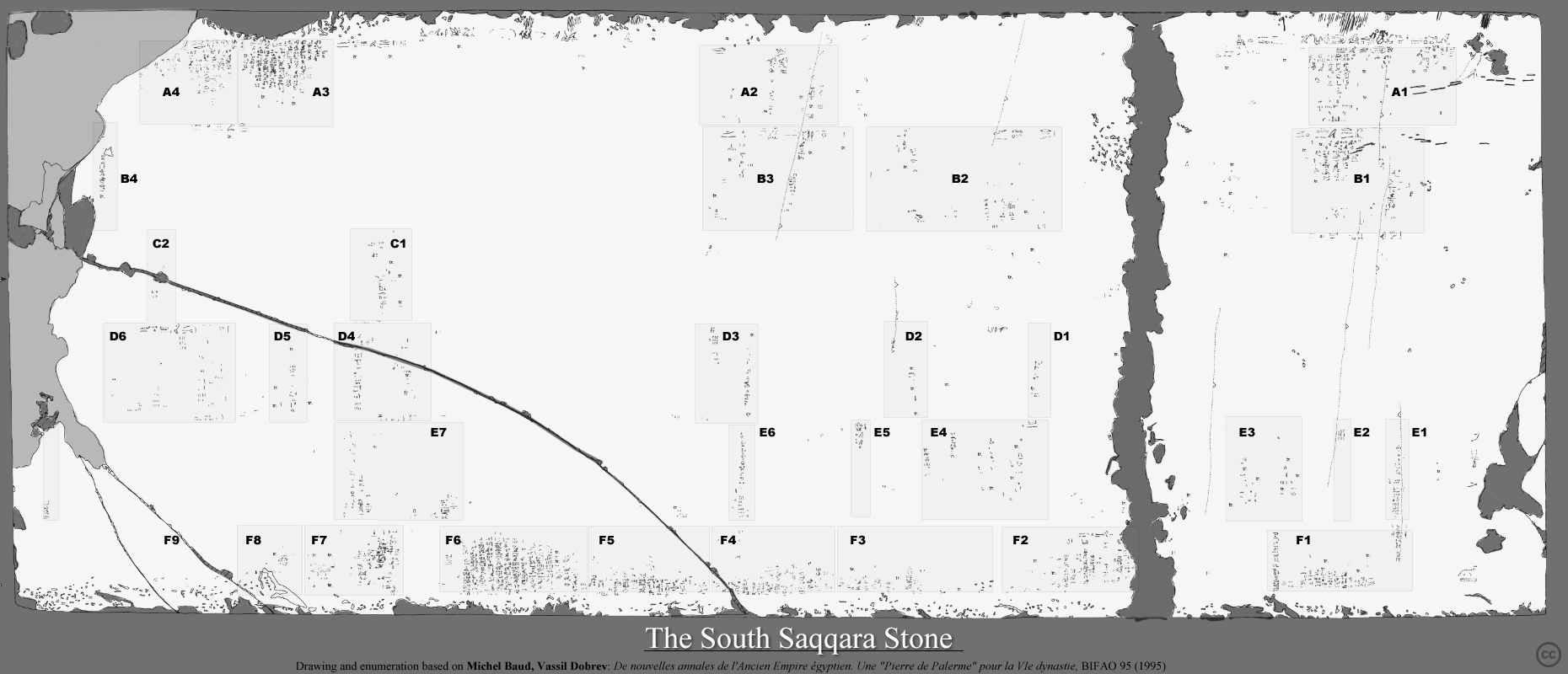
Камень из гробницы царицы Анхесен-Пиопи/Анхесен-Мерира. Южная Саккара

Достоверных памятников от его правления не найдено, хотя ему приписывают около десятка мелких предметов, почти сплошь цилиндрических печатей. Притом на всех памятниках имя Усеркара серьёзно повреждено и восстанавливается лишь предположительно. Надо учесть, что такое же имя носил ещё один царь, а именно Хенджер Усеркара из XIII династии и, возможно, это ему следует приписать эти артефакты. Возможно, что Усеркара это всего лишь «тронное имя» Тети, по ошибке обведённое в Абидосском списке в качестве отдельного имени фараона в отдельный царский картуш.
В пользу существования Усеркара может служить полустёртый перечень фараонов VI династии и результатов ежегодной переписи скота, обнаруженный на крышке базальтового саркофага Анхесенпепи I — супруги фараона Пиопи I. По своей сути эти надписи являются продолжением хроники Палермского камня. Эти надписи недавно были реконструированы и поддались прочтению. Из них следует, что фараон Усеркара действительно существовал и правил приблизительно 2 — 4 года. Упомянут второй раз счисления скота. Перепись скота для взимания налогов в более древние времена проводилась обычно раз в два года, но ко времени правления VI династии, вероятно, стала проводиться раз в год. 2 года правления для небогатого историческими памятниками периода правления Усеркара исследователи считают более вероятным.

## Имя фараона
| nswt&bity |

| nswt&bity |

| N5 | F12 | S29 | D28 |

| N5 | F12 | S29 | D28 |

| N5 | F12 | S29 | D28 |

| N5 | F12 | S29 | D28 |

| N5 | F12 | S29 | D28 |

| N5 | F12 | S29 | D28 |

| N5 | F12 | S29 | D28 |

| N5 | F12 | S29 | D28 |

Предположительно, царица Хенткаус II была матерью Усеркара. На одном сохранившемся с тех времён строительном инструменте названа группа рабочих фараона Усеркара, что, возможно, может служить указанием на планирование больших строительных проектов. Однако ни одна из обнаруженных пирамид не идентифицируется с именем этого правителя. Возможно, он даже и не начинал эти работы, из-за краткости своего правления.

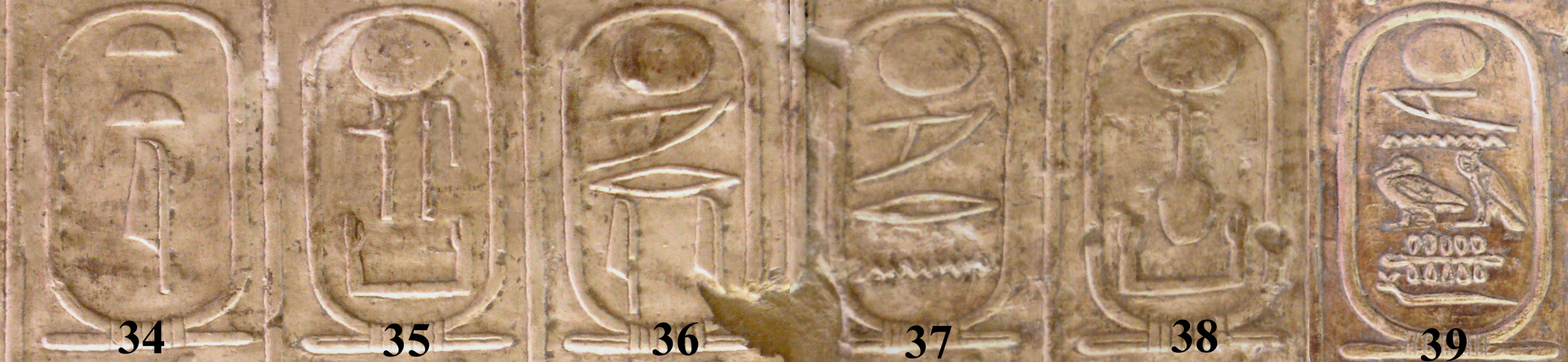
Упоминание имени фараона Усеркара в Абидосском списке царей. Картуш под № 35

Существует две гипотезы относительно личности Усеркара (если принять во внимание, что фараон с таким именем действительно существовал). Первая заключается в том, что Усеркара был регентом при Пиопи I, правившим от имени малолетнего царя совместно с царицей Ипут, вдовой Тети. Вторая повествует о том, что Усеркара был сторонником группы знати при египетском дворе, которая, по крайней мере, согласно Манефону, убила Тети. После чего он силой овладел троном. То есть, он был узурпатором и незаконным царём. Однако тот факт, что его имя попало в официальный список египетских царей, делает эту теорию малосостоятельной.
Не известно, как закончилось правление Усеркара. Если он действительно принадлежал к группе заговорщиков, которая убила Тети, то тот факт, что ему наследовал Пиопи I, сын Тети, по крайней мере указывает на то, что его ход был успешен не долгое время. Впоследствии его имя, видимо, повсеместно было уничтожено.
| VI династия          |                                                                        |                   |
| Предшественник: Тети | фараон Египта ок. 2337 — 2335 до н. э. (правил приблизительно 2—6 лет) | Преемник: Пиопи I |